# Raggskinn
Raggskinn (Stereum hirsutum) är en svampart som först beskrevs av Carl Ludwig von Willdenow, och fick sitt nu gällande namn av Christiaan Hendrik Persoon 1800. Raggskinn ingår i släktet Stereum och familjen Stereaceae.  Arten är reproducerande i Sverige. Inga underarter finns listade i Catalogue of Life.

## Källor

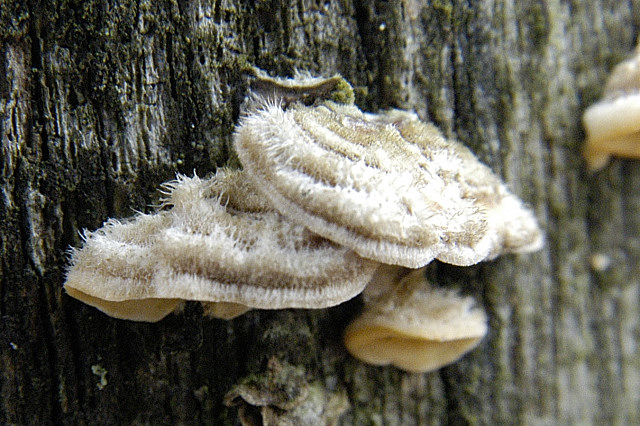
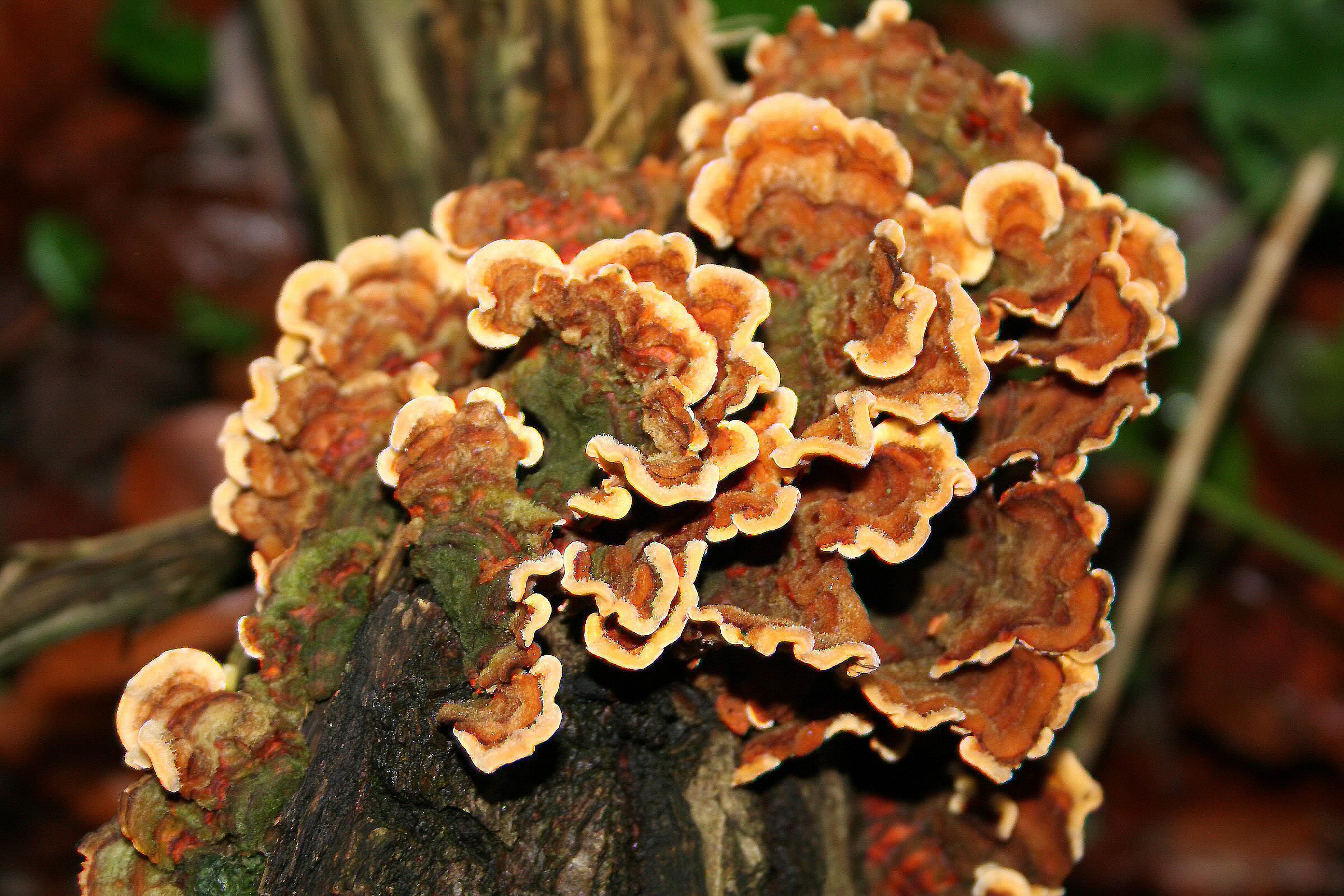
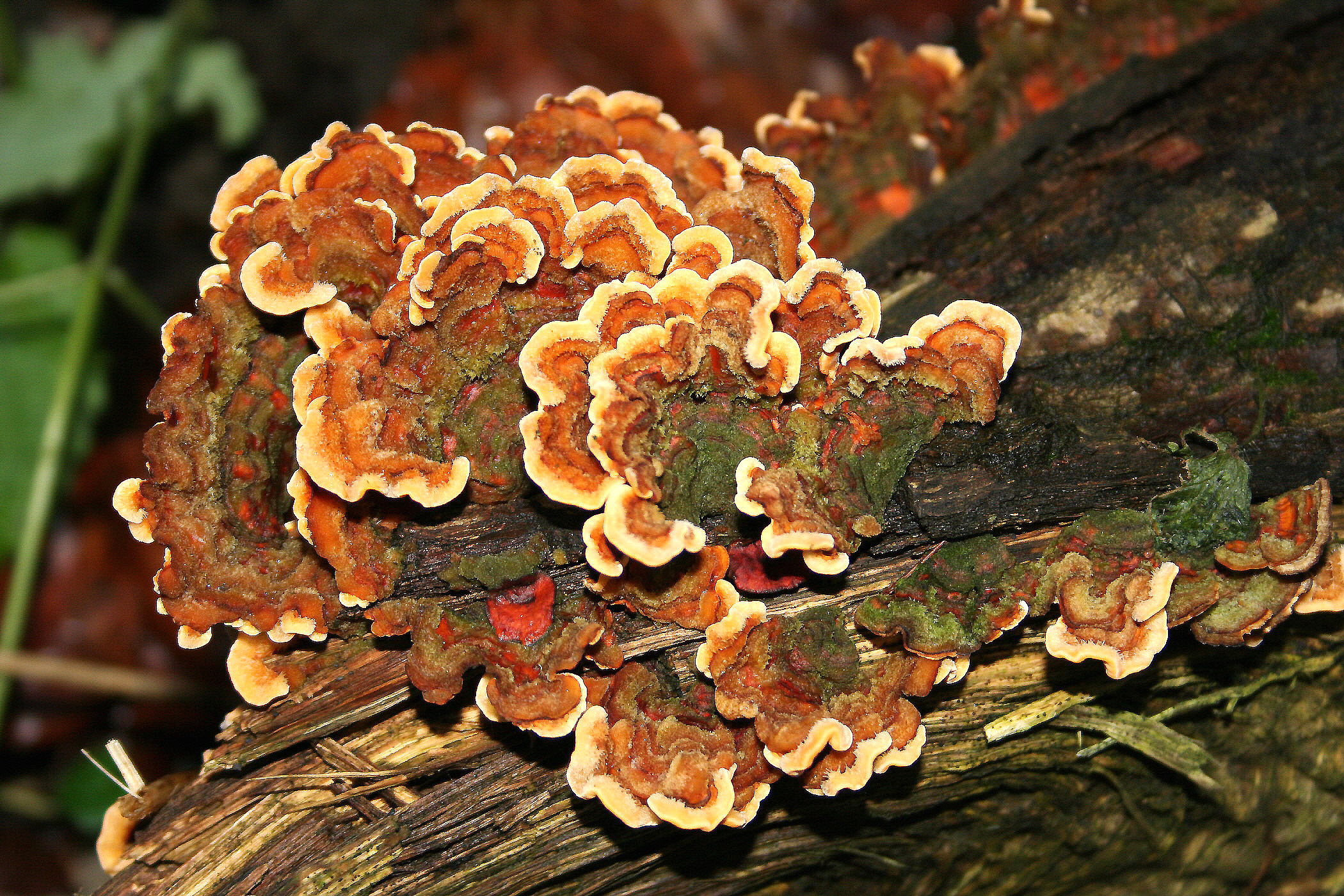
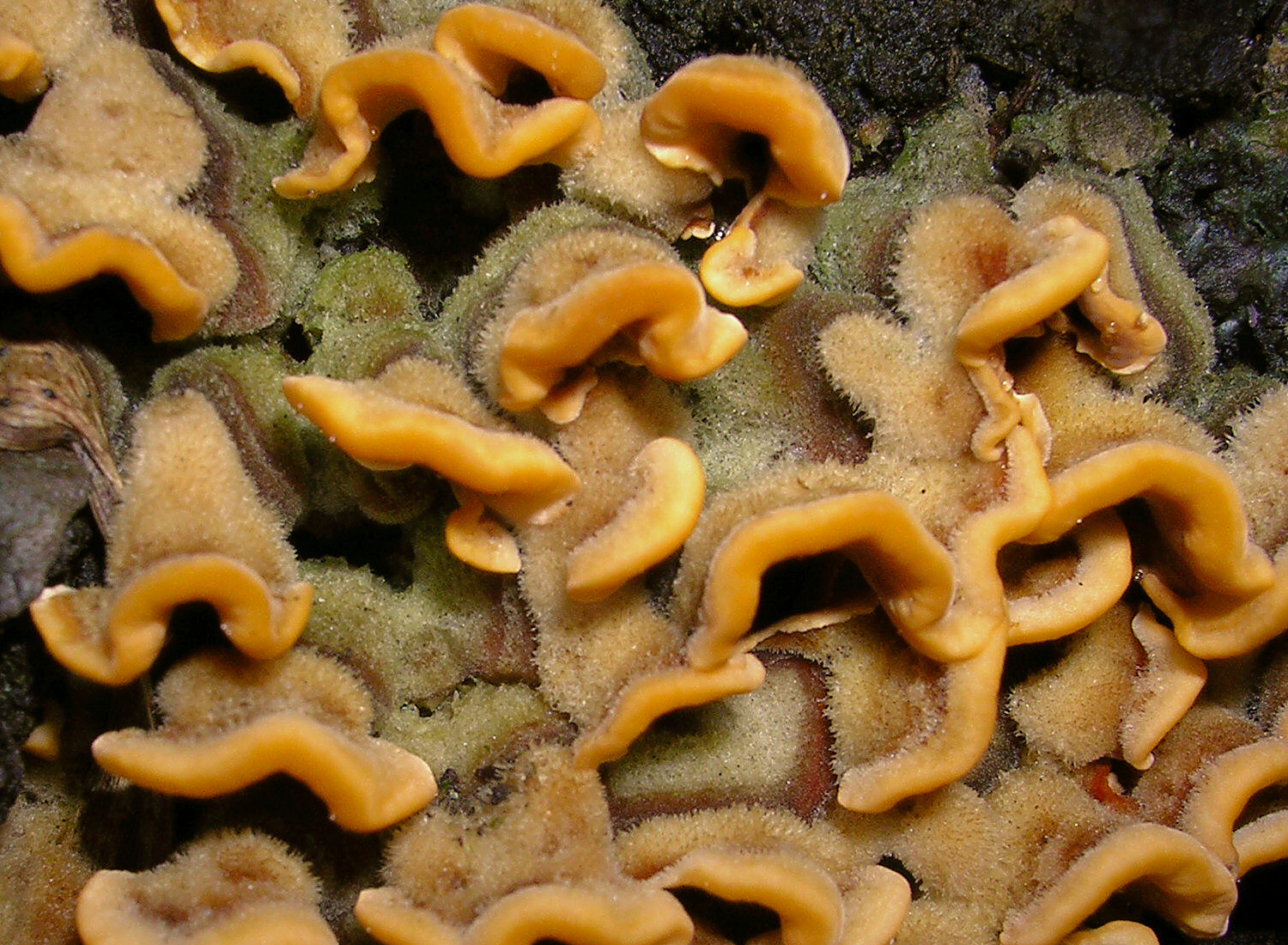
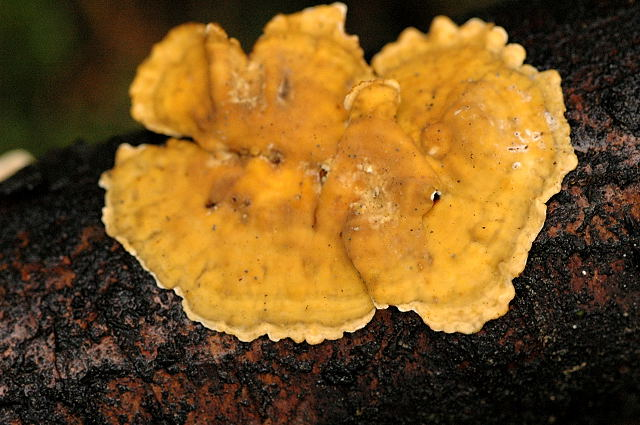
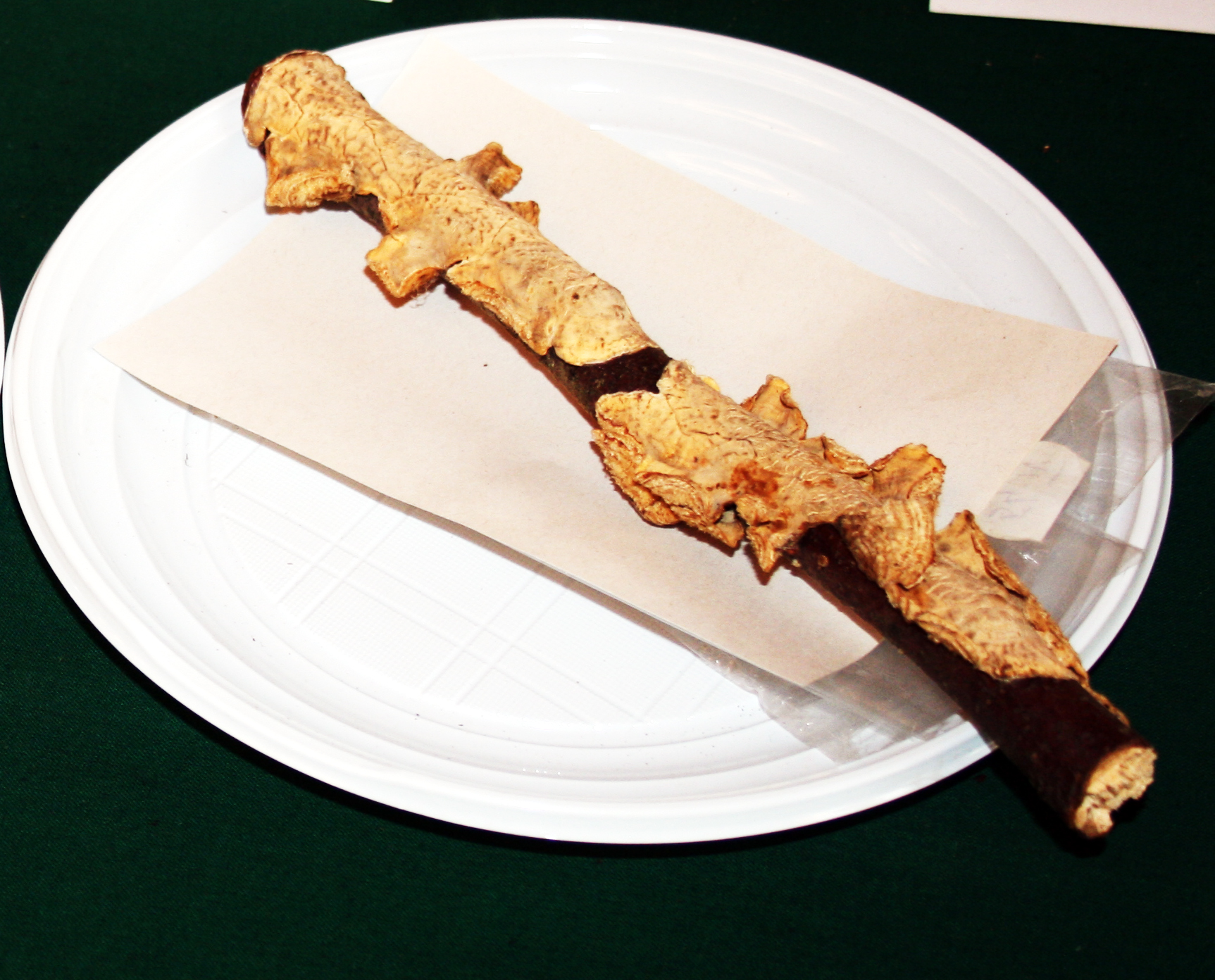
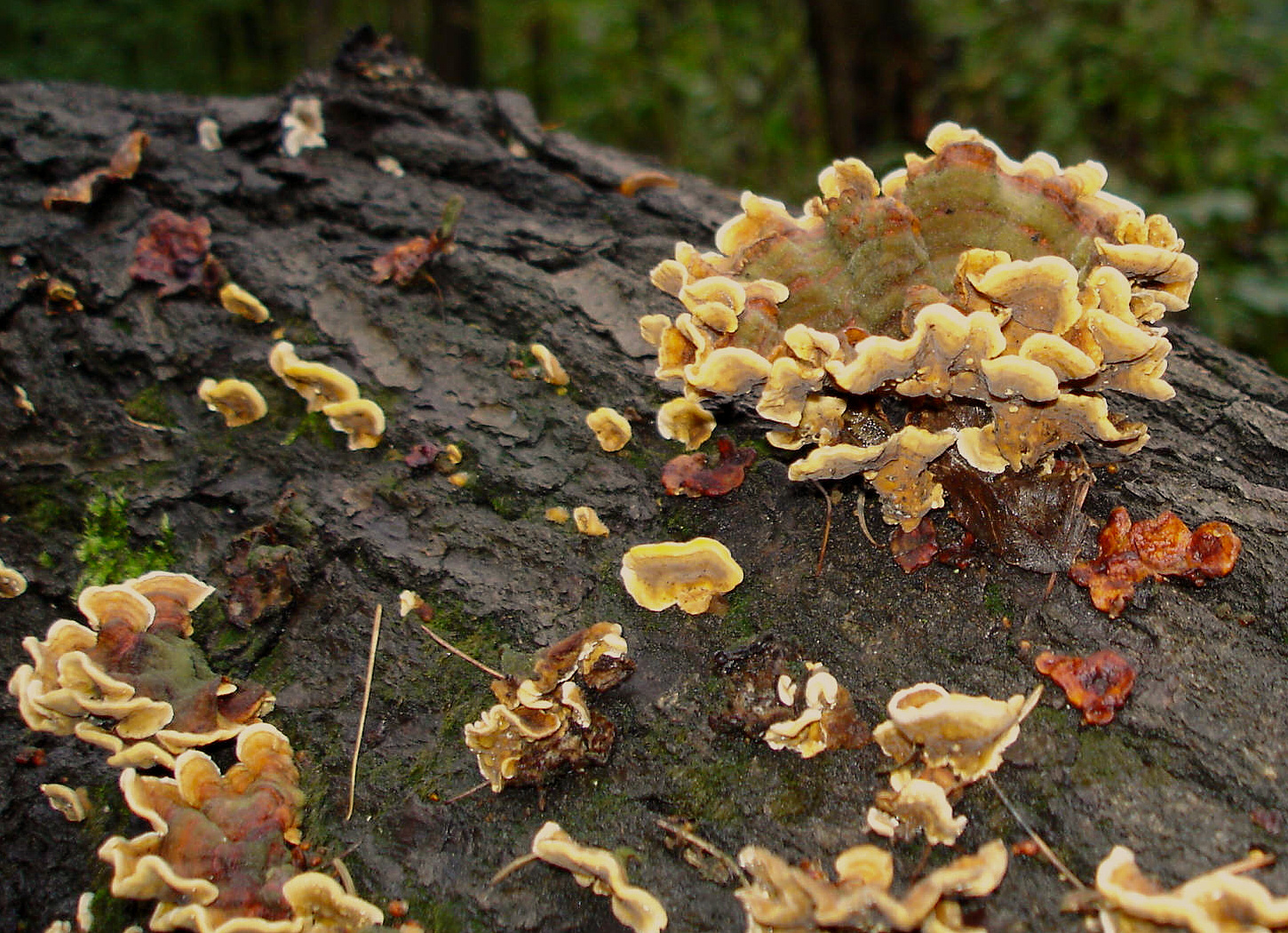
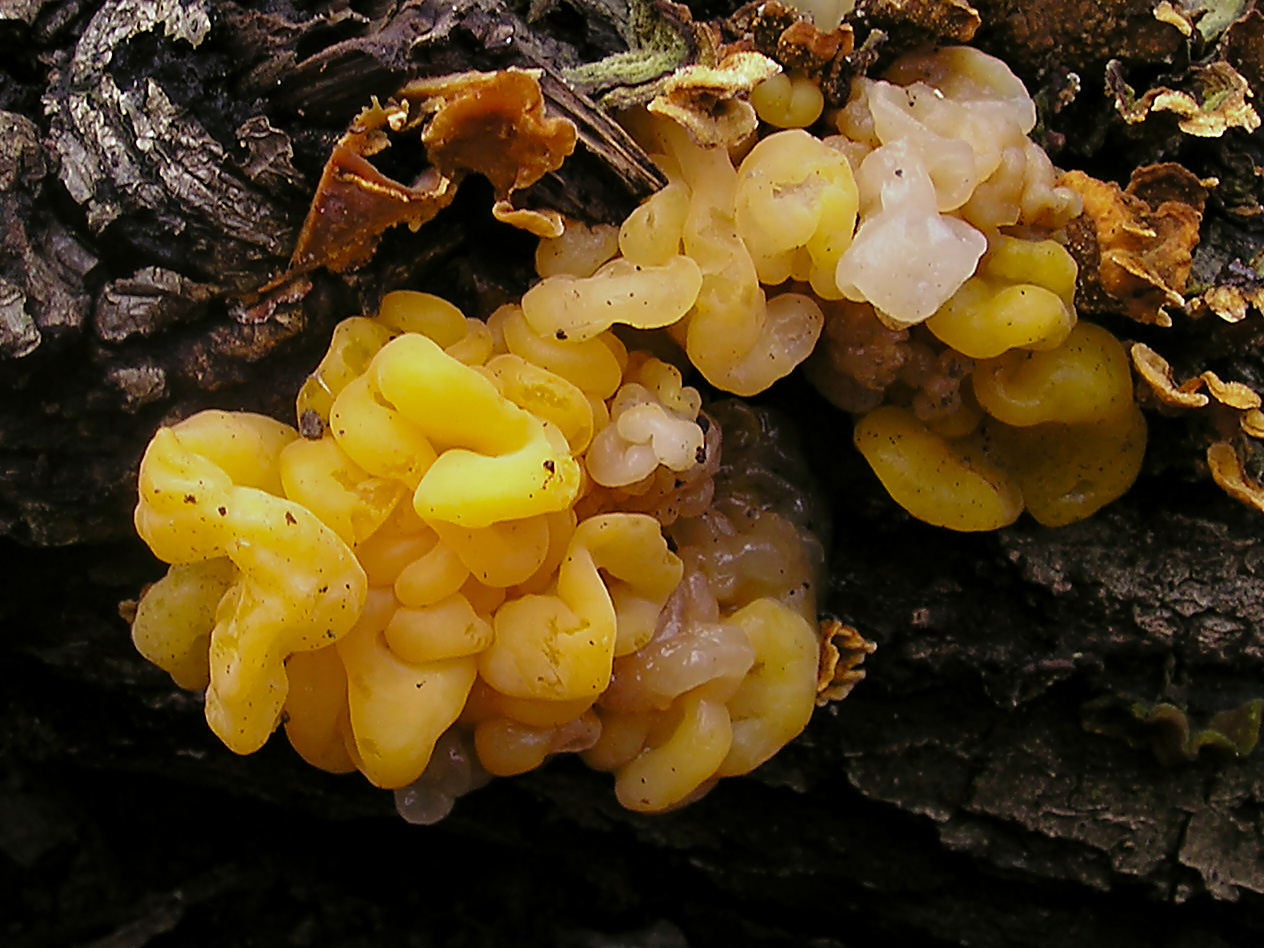